# Miříkovité
Miříkovité (Apiaceae), dříve též mrkvovité nebo okoličnaté (Umbelliferae), jsou čeleď vyšších dvouděložných rostlin z řádu miříkotvaré (Apiales). Zahrnuje přes 420 rodů a více než 3500 druhů rostlin. Jsou to byliny, obvykle aromatické, s bohatě členěnými listy a s květy v jednoduchém nebo složeném okoličnatém květenství. Miříkovité jsou bohatě zastoupeny ve flóře České republiky, řada druhů má hospodářský význam.

## Popis
Miříkovité jsou jednoleté nebo vytrvalé byliny, občas na bázi stonku dřevnatějící. Zcela výjimečně je stonek dřevnatý (Myrrhidendron). Stonek je dutý nebo plný. Listy jsou střídavé, vzácně vstřícné nebo v přízemní růžici, bez palistů, jednoduché nebo složené. Čepel listů je obvykle silně členěná, často i do několika řádů, zřídka jednoduchá. Řapík lodyžních listů má zpravidla na bázi výraznou pochvu. Rostliny obsahují ve všech částech včetně oplodí sekreční buňky a kanálky a bývají aromatické.
Květy jsou drobné, pětičetné, zpravidla oboupohlavné, pravidelné, pouze okrajové květy v květenství u některých zástupců asymetrické a paprskující. Květy jsou uspořádány v jednoduchých okolících nebo v okolících složených z okolíčků. Pod květenstvím bývá vytvořen obal z listenů a pod jednotlivými okolíčky obalíček. U některých rodů není obal či obalíček (případně obojí) vyvinut. Květenství jsou většinou volná, s dlouhými stopkami květů a obalíčků, mohou však být i stažená a tvořit hlávku. Kalich je téměř celý srostlý se semeníkem a je patrný pouze jako 5 cípů na okraji semeníku. Korunní lístky jsou volné. Tyčinek je 5, jsou volné a střídají se s korunními lístky. Prašníky jsou žluté, zřídka fialové. Semeník je spodní, srostlý ze 2 plodolistů, se 2 komůrkami a 2 čnělkami. Na horní straně na semeník nasedá žlaznatý terč, vybíhající v rozšířenou bázi čnělek. V každém plodolistu je jediné vajíčko. Plodem je dvounažka, za zralosti se zpravidla rozpadající na dva plůdky (merikarpia), někdy spojené plodonošem (karpoforem). Semena obsahují malé embryo a hojný endosperm.
Čeleď miříkovité zahrnuje asi 3800 druhů ve 434 rodech. Největší rody jsou máčka (Eryngium, přes 200 druhů), prorostlík (Bupleurum, asi 190), bedrník (Pimpinella, 150) a ločidlo (Ferula, asi 130 druhů).

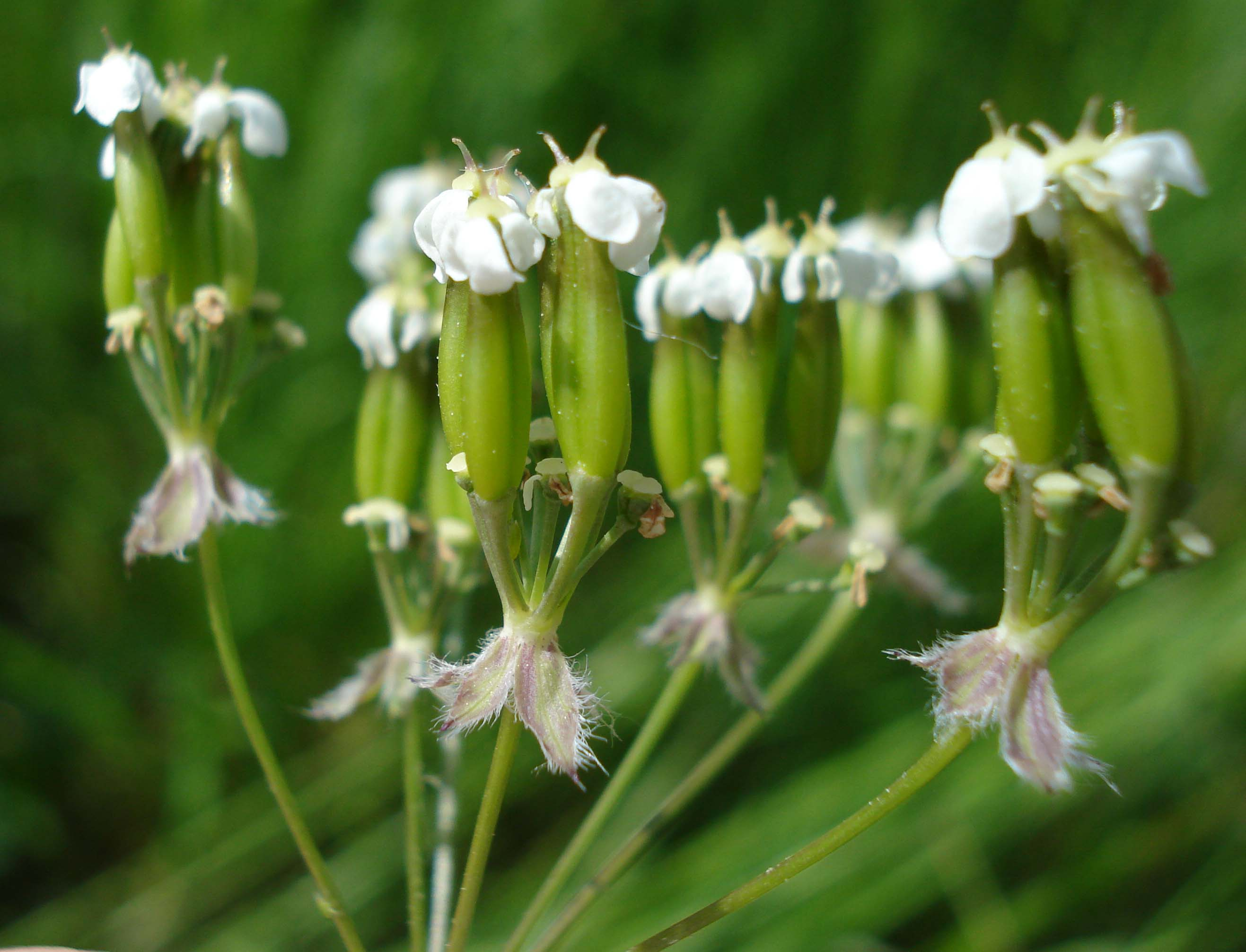
Nezralé plody kerblíku lesního (Anthriscus sylvestris)
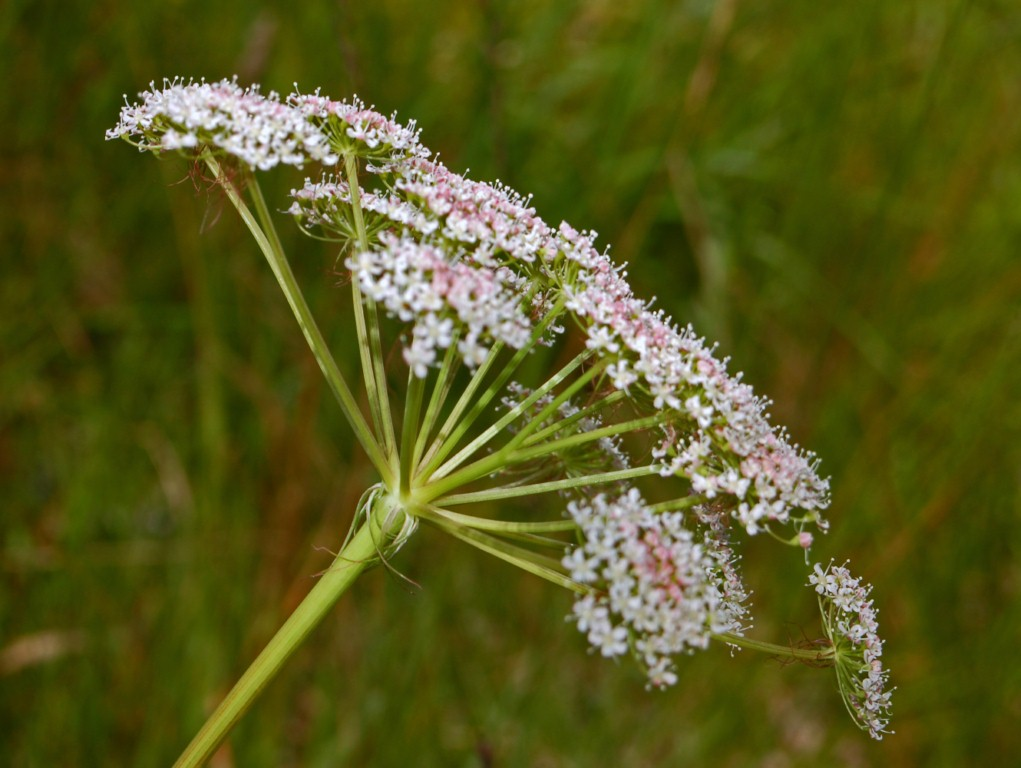
Složený okolík smldníku jeleního (Peucedanum cervaria)
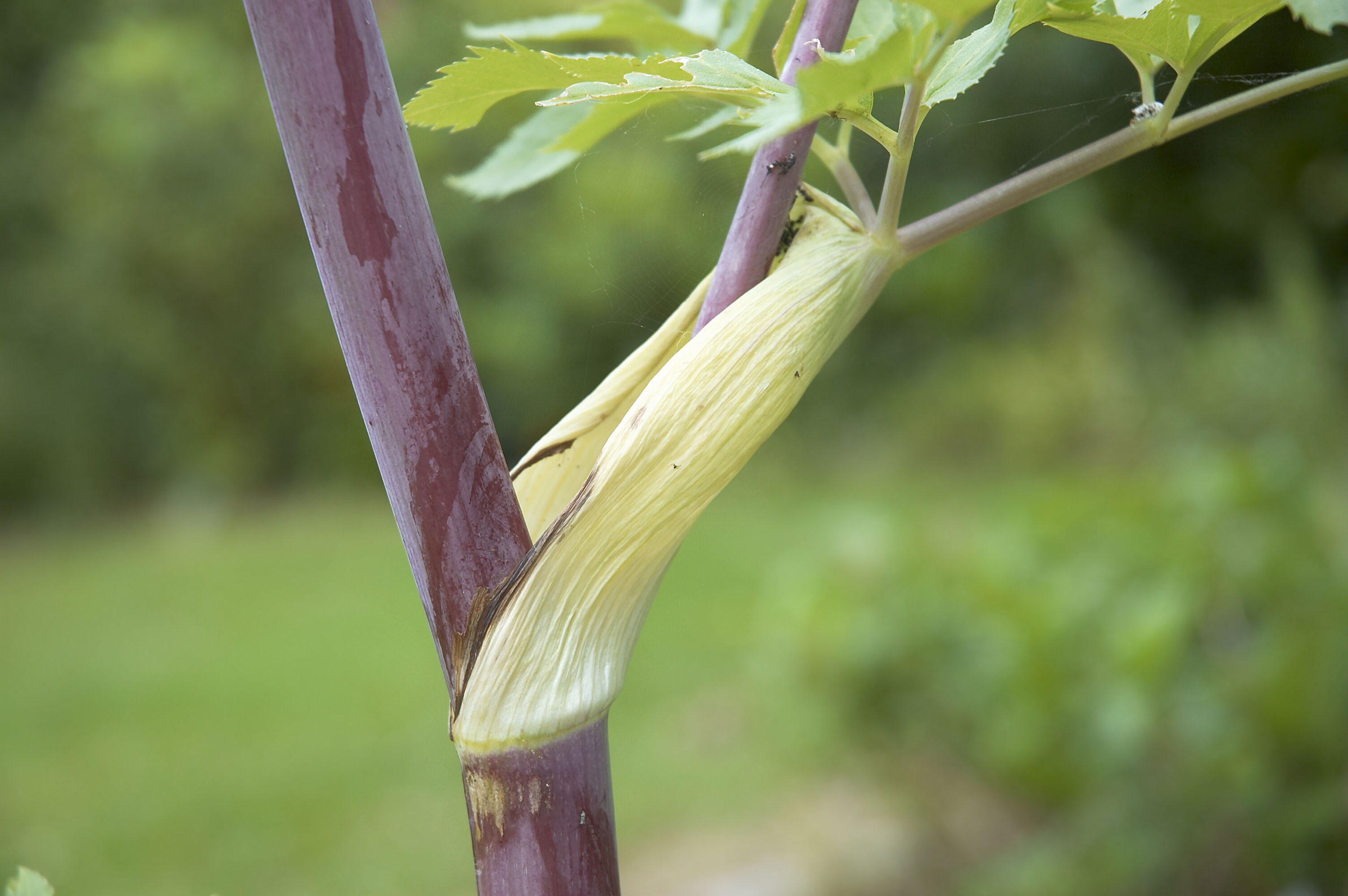
Pochva na bázi listu anděliky lékařské (Angelica archangelica)
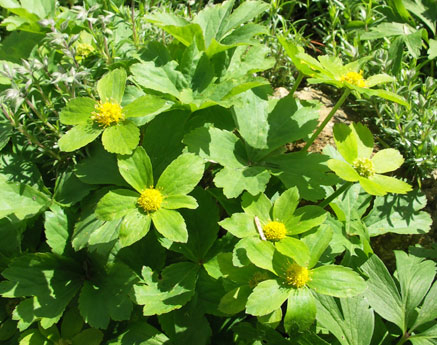
Hvězdnatec zubatý (Hacquetia epipactis)
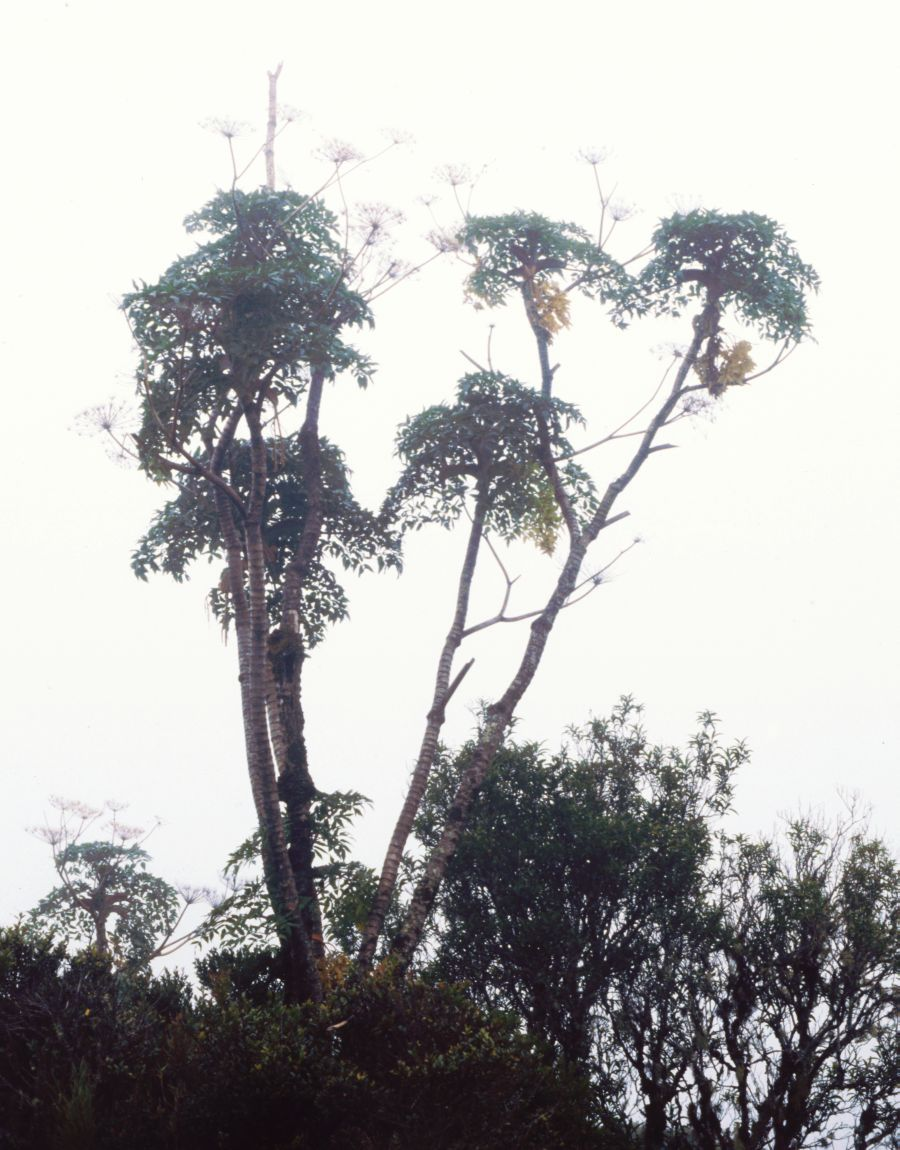
Dřevnatý zástupce čeledi, Myrrhidendron donnellsmithii

## Rozšíření
Miříkovité jsou rozšířeny kosmopolitně. Mnohé rody jsou zastoupeny jak v Eurasii, tak v Severní Americe, vyskytují se i v arktických oblastech. Největší druhové bohatství je v Eurasii, naopak pouze 50 rodů a 500 druhů roste v neotropické oblasti. V tropech rostou převážně v horách.
V české květeně je tato čeleď zastoupena asi 50 rody.

## Taxonomie
V klasické taxonomii byla čeleď miříkovité spolu s čeledí aralkovité (Araliaceae) řazena do řádu miříkotvaré (Apiales), dříve nazývaného aralkotvaré (Araliales). Byla členěna na tři podčeledi: Apioideae, Saniculoideae a Hydrocotyloideae. Molekulární výzkumy ukázaly, že první dvě podčeledi jsou sesterské a monofyletické skupiny, zatímco Hydrocotyloideae jsou parafyletická skupina. Dva rody (Hydrocotyle a Trachymene) byly následně přeřazeny do čeledi aralkovité (Araliaceae).

## Ekologické interakce
Květy miříkovitých obsahují nektar a jsou navštěvovány širokou paletou létajícího hmyzu. Máčky (rod Eryngium) jsou také známé jako odolné a snadno šiřitelné rostliny, přitahující často motýly.

## Zástupci
- andělika (Angelica) – např. andělika lékařská
- arakača (Arracacia)
- azorela (Azorella)
- bedrník (Pimpinella) – např. bedrník anýz
- bezobalka (Trinia)
- bolehlav (Conium) – např. bolehlav plamatý
- bolševník (Heracleum)
- bolševníkovec (Molopospermum)
- boulesie (Bowlesia)
- bršlice (Aegopodium) – např. bršlice kozí noha
- bulvuška (Bunium)
- čechřice (Myrrhis)
- čechřicovice (Osmorhiza)
- čechřina (Myrrhoides)
- děhel (Angelica)
- dejvor (Astrodaucus)
- dejvorec (Caucalis)
- dorema (Dorema), česky též ošak
- draporýl (Arctopus)
- drsnoplodík (Trachyspermum)
- echinofora (Echinophora)
- fenykl (Foeniculum)
- glenie (Glehnia)
- halucha (Oenanthe)
- hladýš (Laserpitium)
- hvězdnatec (Hacquetia)
- jarmanka (Astrantia)
- jarva (Cnidium)
- kadidlovka (Cachrys)
- kerblík (Anthriscus) – např. kerblík lesní
- kmín (Carum) – např. kmín kořenný
- kopr (Anethum)
- koprníček (Ligusticum)
- koprník (Meum)
- koriandr (Coriandrum)
- koromáč (Silaum)
- koromáček (Pachypleurum)
- krabilice (Chaerophyllum)
- kryptotenie (Cryptotaenia)
- libeček (Levisticum)
- lileopka (Lilaeopsis)
- ločidlo (Ferula)
- ločidlovka (Ferulago)
- máčka (Eryngium)
- matizna (Ostericum, syn. Angelica)
- mázdřinec (Pleurospermum)
- miřík (Apium) – např. miřík celer
- morač (Ammi)
- moračina (Opopanax)
- mořice (Lichtensteinia)
- motar (Crithmum)
- mrkev (Daucus) – např. mrkev obecná
- myroda (Ptychotis)
- nížeň (Bolax)
- obrubovec (Lomatium)
- olešník (Selinum)
- paprska (Orlaya)
- pastinák (Pastinaca)
- pernatka (Lagoecia)
- petržel (Petroselinum)
- potočník (Berula)
- prangos (Prangos)
- prorostlík (Bupleurum)
- pupečníkovec (Centella)
- rozpuk (Cicuta)
- různotvarka (Heteromorpha)
- sesel (Seseli)
- sevlák (Sium)
- sison (Sison)
- smldník (Peucedanum) – např. smldník bahenní
- srpek (Falcaria)
- šabrej (Cuminum)
- šabřina (Conioselinum)
- štěničník (Bifora)
- štětináč (Turgenia)
- šutranka (Elaeoselinum)
- tapsie (Thapsia)
- tetlucha (Aethusa)
- timoj (Laser)
- tořice (Torilis)
- tromín (Smyrnium)
- vochlice (Scandix)
- všedobr (Imperatoria)
- výkrojka (Asteriscium)
- zapalička (Tordylium)
- žebřice (Libanotis)
- žindava (Sanicula)[2][9]

## Význam
Čeleď zahrnuje jak druhy využívané jako potrava, tak i druhy vysoce toxické (např. rozpuk jízlivý, bolehlav plamatý).
Mezi známou kořenovou, případně i listovou zeleninu patří mrkev obecná (Daucus carota), petržel kadeřavá (Petroselinum crispum) nebo miřík celer (Apium graveolens). V minulosti byla jako kořenová zelenina pěstována také krabilice hlíznatá (Chaerophyllum bulbosum) a kerblík třebule (Anthriscus cerefolium). Z koření je využíván zejména kmín kořenný (Carum carvi), fenykl obecný (Foeniculum vulgare) a bedrník anýz (Pimpinella anisum).
Některé rostliny z této čeledi jsou používány v léčitelství a lékařství jakožto léčivé byliny či suroviny pro výrobu léků a prostředků proti početí.
Některé druhy se pěstují jako okrasné rostliny, např. máčka (Eryngium) a jarmanka (Astrantia). Jako skalničky se občas pěstují některé druhy z rodu Azorella, pocházející z jižní polokoule a tvořící pozoruhodné velmi kompaktní trsy z drobných nahuštěných rostlinek.

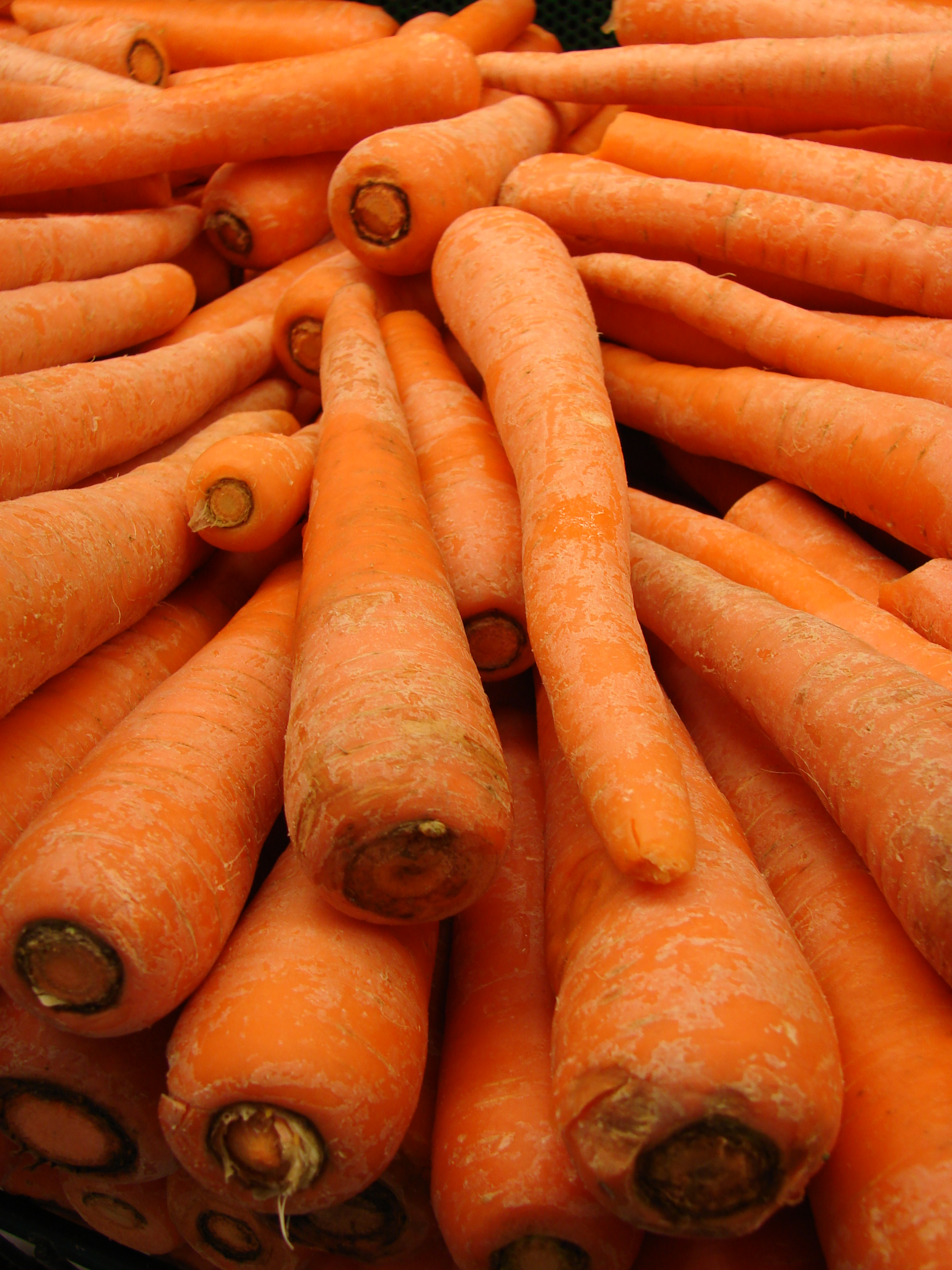
Mrkev obecná (Daucus carota)
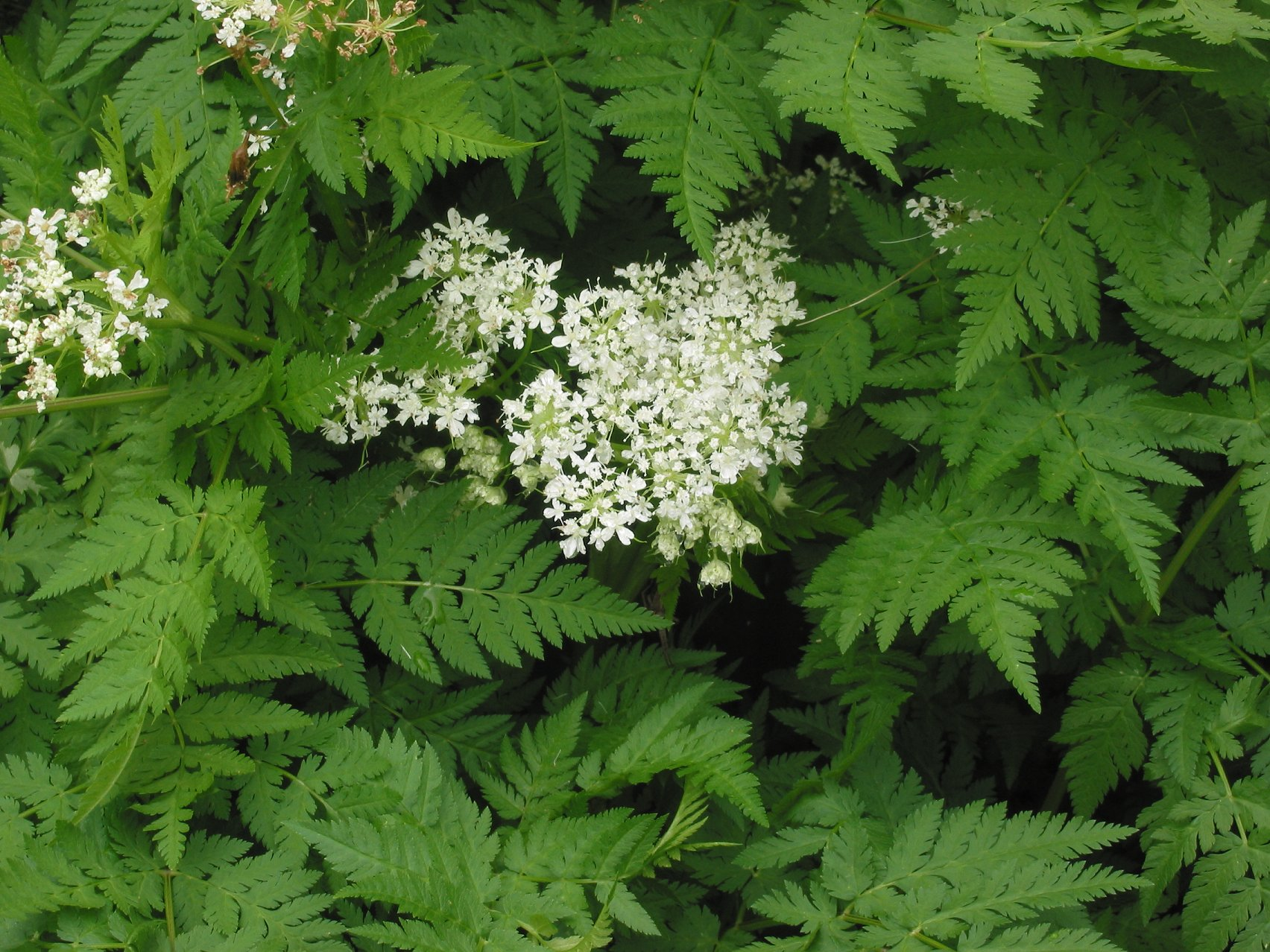
Kerblík třebule (Anthriscus cerefolium)
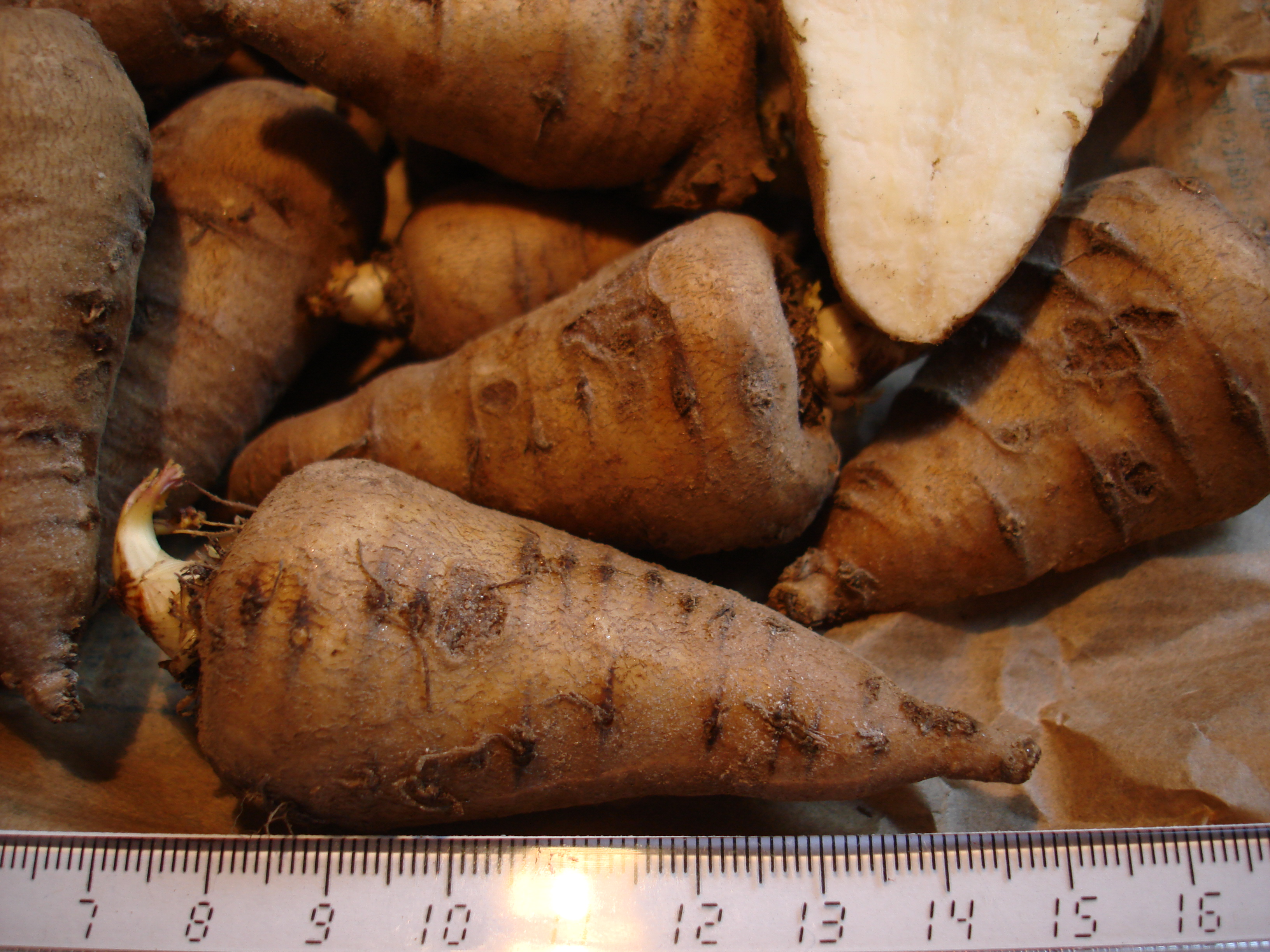
Hlízy krabilice hlíznaté (Chaerophyllum bulbosum)
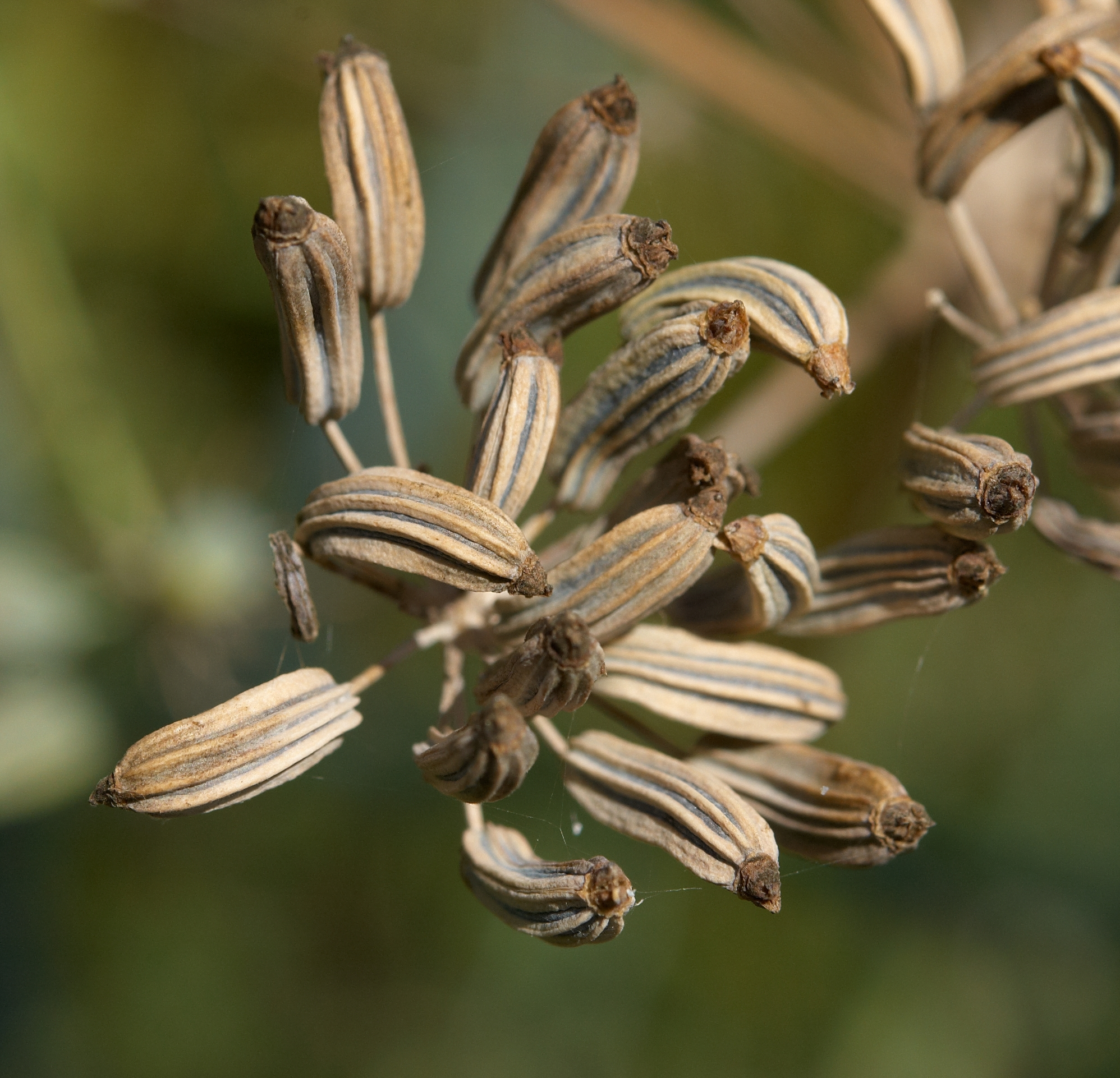
Plody fenyklu obecného (Foeniculum vulgare)
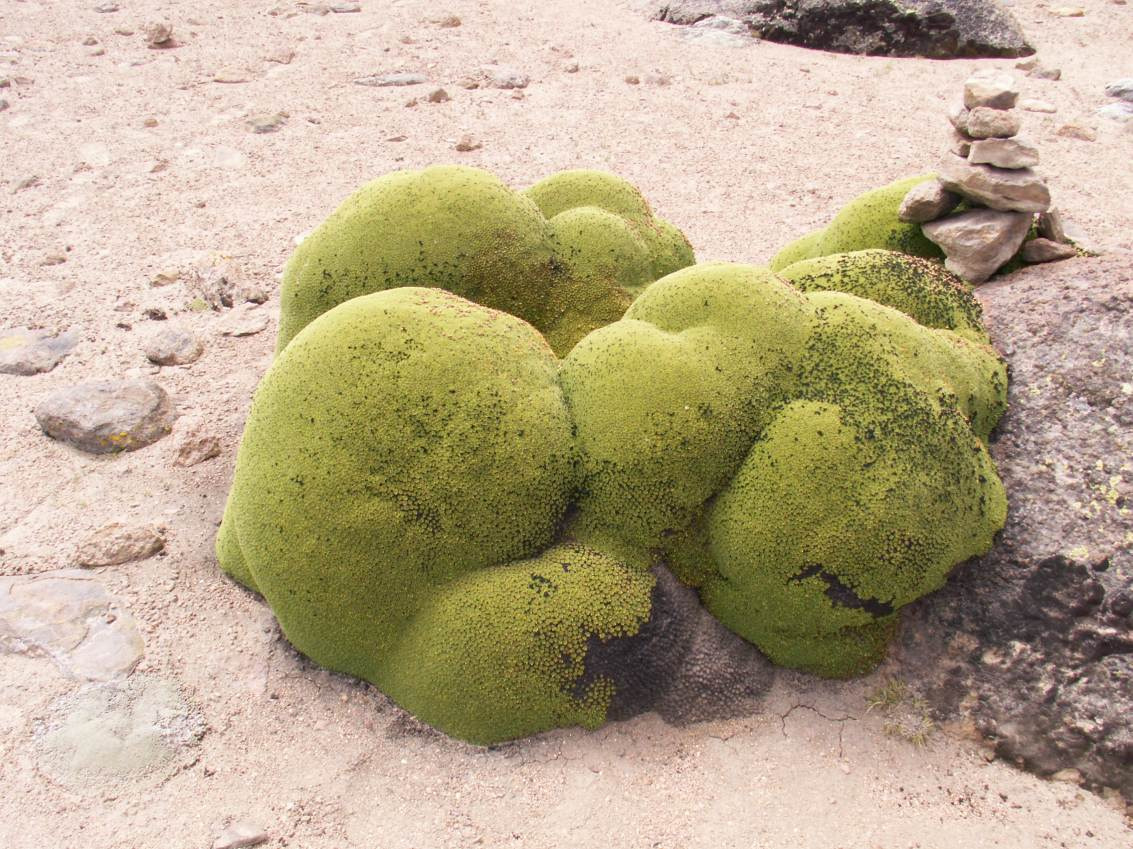
Azorela nahloučená, Peru
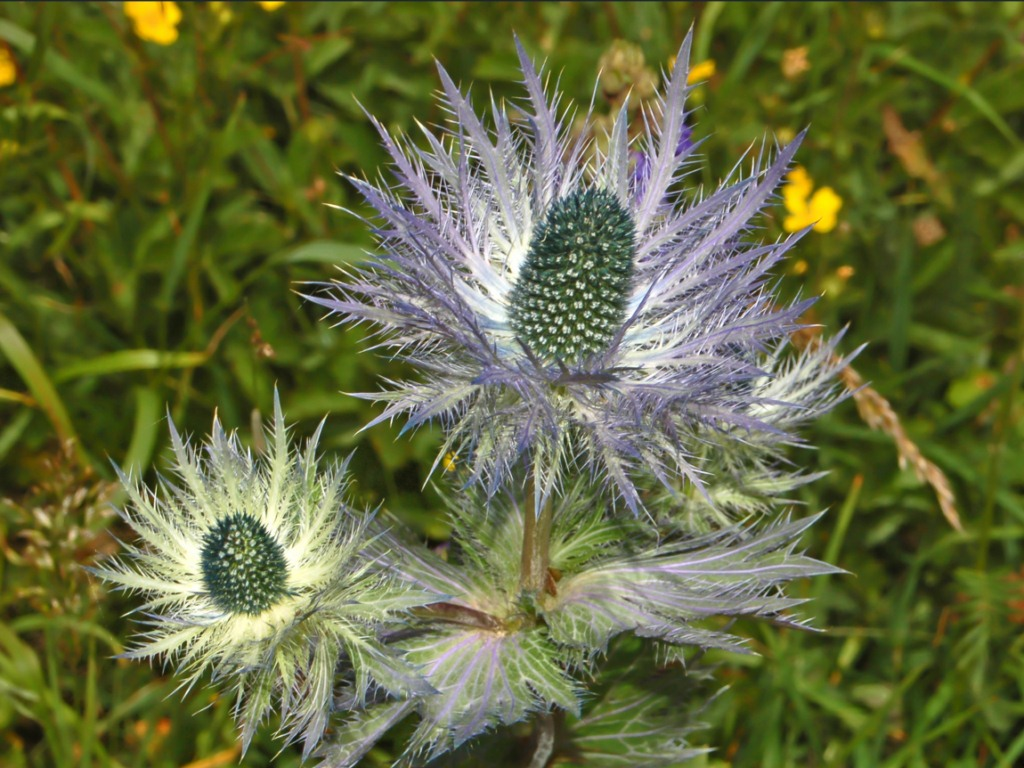
Máčka Eryngium alpinum

## Přehled rodů
Aciphylla,
Acronema,
Actinanthus,
Actinolema,
Actinotus,
Adenosciadium,
Aegokeras,
Aegopodium,
Aethusa,
Afroligusticum,
Afrosciadium,
Agasyllis,
Alepidea,
Ammi,
Ammodaucus,
Ammoides,
Ammoselinum,
Andriana,
Anethum,
Angelica,
Anginon,
Angoseseli,
Anisopoda,
Anisosciadium,
Anisotome,
Annesorhiza,
Anthriscus,
Aphanopleura,
Apiastrum,
Apiopetalum,
Apium,
Apodicarpum,
Arafoe,
Arctopus,
Arcuatopterus,
Arracacia,
Artedia,
Asciadium,
Asteriscium,
Astomaea,
Astrantia,
Astrodaucus,
Astydamia,
Athamanta,
Aulacospermum,
Austropeucedanum,
Autumnalia,
Azilia,
Azorella,
Berula,
Bifora,
Billburttia,
Bolax,
Bonannia,
Bowlesia,
Brachyscias,
Bunium,
Bupleurum,
Cachrys,
Calyptrosciadium,
Canaria,
Cannaboides,
Capnophyllum,
Carlesia,
Caropodium,
Caropsis,
Carum,
Caucalis,
Cenolophium,
Centella,
Cephalopodum,
Chaerophyllopsis,
Chaerophyllum,
Chaetosciadium,
Chamaesciadium,
Chamaesium,
Chamarea,
Changium,
Chlaenosciadium,
Choritaenia,
Chuanminshen,
Chymsydia,
Cicuta,
Cnidiocarpa,
Cnidium,
Coaxana,
Conioselinum,
Conium,
Conopodium,
Coriandrum,
Cortia,
Cortiella,
Cotopaxia,
Coulterophytum,
Crithmum,
Cryptotaenia,
Cuminum,
Cyathoselinum,
Cyclorhiza,
Cyclospermum,
Cymbocarpum,
Cymopterus,
Cynorhiza,
Cynosciadium,
Dactylaea,
Dahliaphyllum,
Dasispermum,
Daucosma,
Daucus,
Demavendia,
Dethawia,
Deverra,
Dichoropetalum,
Dichosciadium,
Dickinsia,
Dicyclophora,
Dimorphosciadium,
Diplaspis,
Diplolophium,
Diplotaenia,
Diposis,
Domeykoa,
Donnellsmithia,
Dracosciadium,
Drusa,
Ducrosia,
Dystaenia,
Echinophora,
Ekimia,
Elaeosticta,
Eleutherospermum,
Elwendia,
Enantiophylla,
Endressia,
Eremocharis,
Eremodaucus,
Ergocarpon,
Erigenia,
Eryngium,
Eurytaenia,
Exoacantha,
Ezosciadium,
Falcaria,
Fergania,
Ferula,
Ferulago,
Ferulopsis,
Foeniculum,
Frommia,
Froriepia,
Fuernrohria,
Galagania,
Geocaryum,
Gingidia,
Glaucosciadium,
Glehnia,
Glia,
Gongylosciadium,
Gongylotaxis,
Grafia,
Grammosciadium,
Gymnophyton,
Halosciastrum,
Haloselinum,
Hansenia,
Haplosciadium,
Harbouria,
Harperella,
Harrysmithia,
Haussknechtia,
Hellenocarum,
Helosciadium,
Heptaptera,
Heracleum,
Hermas,
Heteromorpha,
Hladnikia,
Hohenackeria,
Homalocarpus,
Homalosciadium,
Horstrissea,
Huanaca,
Hyalolaena,
Hymenidium,
Hymenolaena,
Itasina,
Johrenia,
Kadenia,
Kafirnigania,
Kailashia,
Kalakia,
Kamelinia,
Kandaharia,
Karatavia,
Karnataka,
Kedarnatha,
Kelussia,
Kenopleurum,
Keraymonia,
Kitagawia,
Klotzschia,
Komarovia,
Korshinskia,
Kozlovia,
Krasnovia,
Krubera,
Kundmannia,
Kuramosciadium,
Ladyginia,
Lagoecia,
Lalldhwojia,
Laser,
Laserpitium,
Lecokia,
Ledebouriella,
Lefebvrea,
Leiotulus,
Lereschia,
Leutea,
Levisticum,
Lichtensteinia,
Lignocarpa,
Ligusticopsis,
Ligusticum,
Lilaeopsis,
Limnosciadium,
Lipskya,
Lisaea,
Lithosciadium,
Lomatium,
Lomatocarpa,
Lomatocarum,
Mackinlaya,
Magadania,
Magydaris,
Marlothiella,
Mastigosciadium,
Mathiasella,
Mediasia,
Meeboldia,
Melanosciadium,
Meum,
Micropleura,
Microsciadium,
Modesciadium,
Mogoltavia,
Molopospermum,
Musineon,
Mutellina,
Myrrhidendron,
Myrrhis,
Nanobubon,
Naufraga,
Neoconopodium,
Neogaya,
Neogoezia,
Neomuretia,
Neonelsonia,
Neoparrya,
Niphogeton,
Nirarathamnos,
Normantha,
Nothosmyrnium,
Notiosciadium,
Notobubon,
Oedibasis,
Oenanthe,
Oligocladus,
Oliveria,
Opoidia,
Opopanax,
Opsicarpium,
Oreocome,
Oreocomopsis,
Oreonana,
Oreoschimperella,
Orlaya,
Ormopterum,
Ormosciadium,
Oschatzia,
Osmorhiza,
Ostericum,
Ottoa,
Oxypolis,
Pachypleurum,
Palimbia,
Paraligusticum,
Parapimpinella,
Paraselinum,
Parasilaus,
Pastinaca,
Pastinacopsis,
Paulita,
Pedinopetalum,
Pentapeltis,
Perideridia,
Perissocoeleum,
Petagnaea,
Petroedmondia,
Petroselinum,
Peucedanum,
Phellolophium,
Phlojodicarpus,
Phlyctidocarpa,
Physospermopsis,
Physospermum,
Physotrichia,
Pilopleura,
Pimpinella,
Pinda,
Platysace,
Pleurospermopsis,
Pleurospermum,
Podistera,
Polemannia,
Polemanniopsis,
Polytaenia,
Portenschlagiella,
Postiella,
Pozoa,
Prangos,
Prionosciadium,
Psammogeton,
Pseudocannaboides,
Pseudocarum,
Pseudoridolfia,
Pseudoselinum,
Pseudotrachydium,
Pternopetalum,
Pterygopleurum,
Ptilimnium,
Ptychotis,
Pycnocycla,
Pyramidoptera,
Registaniella,
Rhabdosciadium,
Rhizomatophora,
Rhodosciadium,
Rhopalosciadium,
Rhysopterus,
Ridolfia,
Rivasmartinezia,
Rohmooa,
Rupiphila,
Rutheopsis,
Sajanella,
Sanicula,
Saposhnikovia,
Scaligeria,
Scandia,
Scandix,
Scaraboides,
Schoenolaena,
Schoenoselinum,
Schrenkia,
Schtschurowskia,
Schulzia,
Sclerochorton,
Sclerosciadium,
Sclerotiaria,
Scrithacola,
Selinopsis,
Selinum,
Semenovia,
Seseli,
Seselopsis,
Shoshonea,
Siculosciadium,
Silaum,
Siler,
Sillaphyton,
Silphiodaucus,
Sinocarum,
Sinodielsia,
Sinolimprichtia,
Sison,
Sium,
Sivadasania,
Smyrniopsis,
Smyrnium,
Spananthe,
Spermolepis,
Sphaenolobium,
Sphaerosciadium,
Sphallerocarpus,
Spiroceratium,
Spuriopimpinella,
Stefanoffia,
Steganotaenia,
Stenocoelium,
Stenosemis,
Stenotaenia,
Stewartiella,
Stoibrax,
Symphyoloma,
Synclinostyles,
Szovitsia,
Taenidia,
Taeniopetalum,
Tamamschjanella,
Tamamschjania,
Tana,
Tauschia,
Tetrataenium,
Thamnosciadium,
Thapsia,
Thaspium,
Thecocarpus,
Tiedemannia,
Tilingia,
Todaroa,
Tongoloa,
Tordyliopsis,
Tordylium,
Torilis,
Trachydium,
Trachyspermum,
Trepocarpus,
Tricholaser,
Trigonosciadium,
Trinia,
Trocdaris,
Trochiscanthes,
Tschulaktavia,
Turgenia,
Turgeniopsis,
Vanasushava,
Vesper,
Vicatia,
Villarrealia,
Vinogradovia,
Visnaga,
Vvedenskya,
Xanthogalum,
Xanthosia,
Xatardia,
Xyloselinum,
Yabea,
Zeravschania,
Zizia,
Zosima